# 上鶴徹
上鶴 徹（かみつる とおる、1989年6月26日 - ）は、日本の俳優。兵庫県出身。身長177cm、血液型はB型。かつてワタナベエンターテインメントに所属し、同事務所の若手男性俳優集団D2のメンバーであった。

## 略歴
2007年、第20回ジュノン・スーパーボーイ・コンテストのファイナリストに選ばれる。同コンテストの最終審査ではサンタクロースの衣装でバルーンパフォーマンスを披露した。「自分にとってのジュノンボーイ・コンテストとは、新たな自分の発見の始まり」と語っている。
ワタナベエンターテインメント所属となり、2008年6月、D-BOYSの舞台『ラストゲーム』に出演。
2009年1月、愛の劇場『ラブレター』でテレビドラマ初出演。同年7月、D2の結成メンバーとなる。
2010年公開の映画『鷲宮☆物語 商工会の挑戦』で主演を務める。
2013年10月、D2はD-BOYSに加入しD-BOYSメンバーとなる。
2014年12月25日をもって、D-BOYSを卒業し所属事務所を退社。

## 人物
愛称は上鶴さん、鶴ちゃん。
趣味・特技はバスケットボール、スポーツ全般、料理。

## 出演

### 映画
- ごくせん THE MOVIE（2009年）
- 鷲宮☆物語 商工会の挑戦（2010年） - 宮田隆 役（主演）[6]
- ポールダンシングボーイ☆ず（2011年） - カミツル 役
- ガチバン スプレマシー2（2013年） - 堤恭平 役
  - ガチバンZ 代理戦争（2013年）
  - ガチバン クロニクル（2014年）

### テレビドラマ
- 愛の劇場 ラブレター 第3部（2009年1月 - 2月、TBS） - 塚越隼人 役
- ごくせん 卒業スペシャル'09（2009年3月、日本テレビ）
- チーム・バチスタ2 ジェネラル・ルージュの凱旋 第7話（2010年5月、フジテレビ）[7]
- 美丘-君がいた日々- 第1話（2010年7月、日本テレビ）[8]
- 京都地検の女 第9シリーズ 第1話（2013年7月、テレビ朝日） - 古田強次 役[9]
- 山田くんと7人の魔女 第3・4話（2013年8月、フジテレビ） - 浅野蓮 役[10]
- 怪奇大作戦 ミステリー・ファイル 第1話「血の玉」（2013年10月、NHK BSプレミアム） - 北川洋平 役

### 舞台
- D-BOYS STAGE（Dステ）
  - vol.2「ラストゲーム〜最後の早慶戦〜」（2008年6月）
  - vol.3 「鴉〜KARASU〜10」（2009年10月）
  - 2010 trial-2「ラストゲーム」（2010年8月 - 9月） - 若村 役
  - 12th「TRUMP」（2013年1月 - 2月） - ダリ・デリコ / スチューデント・ロートレク 役
- 結婚の条件（2008年9月）
- イタズラなKiss -卒業編-（2009年8月） - 江戸純平 役[11]
- ミュージカル 忍たま乱太郎（2010年1月 / 6月 - 7月） - 中在家長次 役
- ミュージカル・テニスの王子様2ndシーズン（2011年1月 - 2012年10月） - 桃城武 役
- 川崎ガリバー（2013年4月） - チュウヤ 役
- 彼の背中の小さな翼（2013年5月） - 一宮優太 役
- マチワビ （2013年9月） - アキ 役
- 私のホストちゃん（2013年10月 - 11月） - 悠矢 役
- 広島に原爆を落とす日（2013年12月）

### バラエティ
- D2のメシとも!（2011年8月 - 9月、朝日放送）
- TV・局中法度!（2012年10月 - 2013年3月、テレビ神奈川・千葉テレビ・テレビ埼玉・サンテレビ） - 楠小十郎 役ほか